# Leucania inermis
Leucania inermis là một loài bướm đêm trong họ Noctuidae.